# Маньен
Манье́н (фр. Magnien) — коммуна во Франции, находится в регионе Бургундия. Департамент коммуны — Кот-д’Ор. Входит в состав кантона Арне-ле-Дюк. Округ коммуны — Бон.
Код INSEE коммуны 21363.

## Население
Население коммуны на 2010 год составляло 334 человека.
| 1962 | 1968 | 1975 | 1982 | 1990 | 1999 | 2010 |
| ---- | ---- | ---- | ---- | ---- | ---- | ---- |
| 374  | 392  | 380  | 350  | 337  | 302  | 334  |

## Экономика
В 2010 году среди 211 человек трудоспособного возраста (15-64 лет) 154 были экономически активными, 57 — неактивными (показатель активности — 73,0 %, в 1999 году было 70,6 %). Из 154 активных жителей работали 136 человек (67 мужчин и 69 женщин), безработных было 18 (9 мужчин и 9 женщин). Среди 57 неактивных 17 человек были учениками или студентами, 28 — пенсионерами, 12 были неактивными по другим причинам.